# Mikroorganizmy atenuowane
Mikroorganizmy atenuowane – mikroorganizmy o obniżonej zjadliwości (np.:przez długotrwałe przechowywanie w podwyższonej temperaturze), ale o zachowanych własnościach antygenowych. Używane są do sporządzania szczepionek.